# Kimagure Princess
«Kimagure Princess» (気まぐれプリンセス Princesa Caprichosa?) es el sencillo número 41 de Morning Musume. Fue lanzado el 28 de octubre de 2009 y es el último sencillo con Koharu Kusumi, miembro de la séptima generación del grupo. El DVD Single V salió a la venta el 4 de noviembre de 2009.

## Canciones del sencillo

### CD
1. «Kimagure Princess» (気まぐれプリンセス?  "Princesa Caprichosa")
2. «Aishite Aishite Ato Ippun» (愛して 愛して 後一分 Ámame, Ámame, solo por un Minuto?)
3. «Kimagure Princess» (Instrumental)

### Limited A (DVD)
1. «Kimagure Princess» (Dance Shot Ver.) – 4:32

### Limited B (DVD)
1. «Kimagure Princess» (Close-up Ver.) – 4:30

### Single V (DVD)
1. «Kimagure Princess»
2. «Kimagure Princess» (Green Dance Ver.)
3. «Making Of» (メイキング映像 Meikingu Eizō?)

## Miembros presentes en el sencillo
- 5ª generation: Ai Takahashi, Risa Niigaki
- 6ª generation: Eri Kamei, Sayumi Michishige, Reina Tanaka
- 7ª generation: Koharu Kusumi (último sencillo)
- 8ª generation: Aika Mitsui, Junjun, Linlin

## Posiciones en Oricon y ventas
| Oricon                            |                                                        |
| Oricon                            | Diario (1 de noviembre de 2009)                        |
| --------------------------------- | ------------------------------------------------------ |
| Oricon                            | #2                                                     |
| Oricon                            | Semanal (27 de octubre de 2009–4 de noviembre de 2009) |
| Oricon                            | #4                                                     |
| Oricon                            | Mensual (octubre de 2009)                              |
| Oricon                            | #14                                                    |
| Oricon                            | Ventas Totales                                         |
| Oricon                            | 44,220 Siendo 17 de noviembre de 2009                  |
| Billboard Japan Hot 100           | 3 de noviembre de 2009–9 de noviembre de 2009          |
| Billboard Japan Hot 100           | #14                                                    |
| Billboard Japan Hot Singles Sales | 3 de noviembre de 2009–9 de noviembre de 2009          |
| Billboard Japan Hot Singles Sales | #4                                                     |
| Billboard Japan Hot Top Airplay   | 3 de noviembre de 2009–9 de noviembre de 2009          |
| Billboard Japan Hot Top Airplay   | #56                                                    |